# Fudbalski klub Radnik Surdulica
Il Fudbalski Klub Radnik Surdulica, meglio noto come Radnik Surdulica, è una società calcistica serba con sede nella città di Surdulica.
Nella stagione 2024-2025 milita nella Prva Liga Srbija, la seconda divisione del campionato serbo.

## Storia
Fondato nel 1926 come SSK Surdulički Sportski Klub da un gruppo di amici, tra i quali si ricordano il primo presidente Petаr Dimаnić ed il primo segretario - portiere Grаdimir Antić, gioca partite amichevoli fino al 1946 quando il club, spinto da Borivoj Milenković e Božidаr Stаnković inizia una vera e propria attività professionale, iniziando con il cambio di nome, che diventa FK Polet.
Nel 1947 il FK Polet si iscrive alla lega di Vranje ed inizia a competere nei campionati locali, nel 1950 cambia nome e diventa FK Hidrovlаsinа, per fondersi nello stesso anno con il FK Molidbenа, il club del sobborgo di Belo Polje e dare finalmente vita al FK Radnik.
Il FK Radnik non brilla particolarmente fino all'arrivo dell'attuale presidente, Stanislav Tončev, sotto la cui guida scala rapidamente le classifiche del calcio serbo. Nella stagione 2012-2013 vince la Srpska Liga Istok e viene promosso in Prva Liga, campionato che vince dopo due stagioni venendo promosso in Super Liga, campionato dove compete tuttora.

## Allenatori e presidenti
| Allenatori - 2013-2014 Saša Nikolić - 2014-2015 Mladen Milinković - 2015-2016 Miloš Veselinović - 2016 Goran Lazarević - 2016 Nesko Milovanović - 2016-2017 Milorad Kosanović - 2017 Bratislav Zivković - 2017-2018 Simo Krunić - 2018-2021 Mladen Dodić - 2021- Igor Bondžulić | Presidenti - 2015-oggi ? |

## Palmarès

### Competizioni nazionali
- Prva Liga Srbija: 2

2014-2015, 2024-2025

### Competizioni regionali
- Srpska liga Istok: 1

2012-2013

### Altri piazzamenti
- Coppa di Serbia:

Semifinalista: 2020-2021

## Organico

### Rosa 2023-2024
| N. |                                 | Ruolo | Calciatore          |
| -- | ------------------------------- | ----- | ------------------- |
| 3  | Serbia (bandiera)               | D     | Mateja Stojanović   |
| 4  | Bosnia ed Erzegovina (bandiera) | C     | Haris Hajdarević    |
| 5  | Serbia (bandiera)               | D     | Ilija Milićević     |
| 6  | Serbia (bandiera)               | D     | Miloš Vranjanin     |
| 7  | Bosnia ed Erzegovina (bandiera) | A     | Petar Kunić         |
| 8  | Serbia (bandiera)               | A     | Luka Čumić          |
| 9  | Serbia (bandiera)               | A     | Vukašin Bogdanović  |
| 10 | Croazia (bandiera)              | C     | Damir Šovšić        |
| 11 | Serbia (bandiera)               | C     | Borko Duronjić      |
| 12 | Serbia (bandiera)               | P     | Vuk Vukadinović     |
| 14 | Serbia (bandiera)               | C     | Mihailo Oreščanin   |
| 15 | Russia (bandiera)               | C     | Matvey Martinkevich |
| 16 | Serbia (bandiera)               | D     | Filip Jovic         |

| N. |                                 | Ruolo | Calciatore           |
| -- | ------------------------------- | ----- | -------------------- |
| 18 | Serbia (bandiera)               | D     | Nemanja Tomašević    |
| 20 | Gambia (bandiera)               | C     | Sainey Njie          |
| 22 | Serbia (bandiera)               | P     | Stefan Ranđelović    |
| 23 | Serbia (bandiera)               | C     | Andrija Milić        |
| 27 | Serbia (bandiera)               | D     | Aleksandar Kadijević |
| 32 | Serbia (bandiera)               | D     | Bogdan Stojković     |
| 37 | Ghana (bandiera)                | C     | Sadick Abubakar      |
| 44 | Bosnia ed Erzegovina (bandiera) | C     | Edin Rustemović      |
| 50 | Serbia (bandiera)               | C     | Lazar Jovanović      |
| 56 | Bosnia ed Erzegovina (bandiera) | A     | Dženan Zajmović      |
| 66 | Serbia (bandiera)               | D     | Mateja Gašić         |
| 76 | Serbia (bandiera)               | C     | Jovan Anđelković     |
| 77 | Serbia (bandiera)               | C     | Nikola Padežanin     |

### Rosa 2019-2020
| N. |                               | Ruolo | Calciatore                  |
| -- | ----------------------------- | ----- | --------------------------- |
| 1  | Serbia (bandiera)             | P     | Nikola Vujanac              |
| 1  | Serbia (bandiera)             | P     | Nemanja Kostić              |
| 2  | Serbia (bandiera)             | C     | Miroljub Kostić             |
| 3  | Serbia (bandiera)             | D     | Ranko Jokić                 |
| 4  | Serbia (bandiera)             | D     | Žarko Marković              |
| 5  | Serbia (bandiera)             | D     | Dušan Stevanović (capitano) |
| 6  | Serbia (bandiera)             | D     | Nenad Stanković             |
| 7  | Macedonia del Nord (bandiera) | A     | Nikola Bogdanovski          |
| 8  | Serbia (bandiera)             | C     | Uroš Damnjanović            |
| 9  | Serbia (bandiera)             | A     | Milan Makarić               |
| 10 | Macedonia del Nord (bandiera) | C     | Zoran Danoski               |
| 11 | Serbia (bandiera)             | A     | Bogdan Stamenković          |
| 12 | Serbia (bandiera)             | P     | Ivan Kostić                 |
| 13 | Serbia (bandiera)             | D     | Vladan Pavlović             |
| 14 | Serbia (bandiera)             | C     | Risto Ristović              |
| 15 | Serbia (bandiera)             | D     | Predrag Đorđević            |
| 16 | Serbia (bandiera)             | C     | Bojan Bojić                 |
| 17 | Serbia (bandiera)             | C     | Bratislav Pejčić            |

| N. |                      | Ruolo | Calciatore           |
| -- | -------------------- | ----- | -------------------- |
| 18 | Serbia (bandiera)    | C     | Bogdan Stojković     |
| 19 | Serbia (bandiera)    | C     | Ognjen Dimitrić      |
| 20 | Serbia (bandiera)    | D     | Ivan Kričak          |
| 21 | Serbia (bandiera)    | C     | Ronaldo Demić        |
| 22 | Serbia (bandiera)    | C     | Stefan Ranđelović    |
| 23 | Serbia (bandiera)    | C     | Filip Stanisavljević |
| 24 | Serbia (bandiera)    | D     | Uroš Stojanović      |
| 25 | Serbia (bandiera)    | C     | Filip Jović          |
| 26 | Serbia (bandiera)    | C     | Sead Islamović       |
| 27 | Serbia (bandiera)    | C     | Lazar Kojić          |
| 27 | Serbia (bandiera)    | A     | Igor Zlatanović      |
| 28 | Serbia (bandiera)    | C     | Luka Mićić           |
| 29 | Serbia (bandiera)    | C     | Vuk Mitošević        |
| 30 | Serbia (bandiera)    | C     | Osi Demirović        |
| 40 | Serbia (bandiera)    | P     | Nikola Vasiljević    |
| 77 | Serbia (bandiera)    | C     | Nemanja Tomić        |
| 88 | Indonesia (bandiera) | C     | Witan Sulaeman       |
| 91 | Ucraina (bandiera)   | A     | Jevhen Pavlov        |

### Rosa 2018-2019
| N. |                                 | Ruolo | Calciatore                 |
| -- | ------------------------------- | ----- | -------------------------- |
| 1  | Serbia (bandiera)               | P     | Nikola Vasiljević          |
| 2  | Serbia (bandiera)               | D     | Siniša Mladenović          |
| 2  | Serbia (bandiera)               | C     | Edison Redžepović          |
| 3  | Serbia (bandiera)               | D     | Miloš Milovanović          |
| 4  | Serbia (bandiera)               | D     | Dragan Zarković            |
| 4  | Serbia (bandiera)               | D     | Tomislav Pajović           |
| 5  | Serbia (bandiera)               | D     | Dušan Stevanović           |
| 6  | Serbia (bandiera)               | A     | Dušan Pantelić             |
| 7  | Bosnia ed Erzegovina (bandiera) | D     | Marko Cubrilo              |
| 7  | Serbia (bandiera)               | A     | Aleksandar Miladinović     |
| 8  | Serbia (bandiera)               | C     | Filip Stojanović           |
| 9  | Montenegro (bandiera)           | A     | Stefan Nikolić             |
| 10 | Ghana (bandiera)                | C     | Francis Kyeremeh           |
| 11 | Serbia (bandiera)               | A     | Bogdan Stamenković         |
| 11 | Serbia (bandiera)               | A     | Nikola Radović             |
| 12 | Serbia (bandiera)               | P     | Stefan Ranđelović          |
| 13 | Serbia (bandiera)               | D     | Vladan Pavlović (capitano) |
| 14 | Serbia (bandiera)               | C     | Risto Ristović             |

| N. |                               | Ruolo | Calciatore                  |
| -- | ----------------------------- | ----- | --------------------------- |
| 15 | Serbia (bandiera)             | C     | Predrag Đorđević            |
| 16 | Serbia (bandiera)             | C     | Bojan Bojić                 |
| 17 | Serbia (bandiera)             | C     | Bratislav Pejčić (capitano) |
| 19 | Serbia (bandiera)             | C     | Milan Stojanović            |
| 19 | Serbia (bandiera)             | C     | Lazar Kojić                 |
| 20 | Serbia (bandiera)             | D     | Ivan Kričak                 |
| 20 | Serbia (bandiera)             | D     | Faton Džemaili              |
| 21 | Serbia (bandiera)             | C     | Nikola Zakula               |
| 22 | Serbia (bandiera)             | P     | Milovan Lekić               |
| 23 | Serbia (bandiera)             | C     | Filip Stanisavljević        |
| 24 | Serbia (bandiera)             | C     | Uroš Damnjanović            |
| 24 | Grecia (bandiera)             | C     | Andreas Dermitzakis         |
| 25 | Macedonia del Nord (bandiera) | C     | Danoski                     |
| 25 | Serbia (bandiera)             | C     | Krsta Djordjević            |
| 27 | Serbia (bandiera)             | A     | Igor Zlatanović             |
| 28 | Serbia (bandiera)             | C     | Nikola Kovačević            |
| 82 | Serbia (bandiera)             | A     | Stefan Ivanović             |